# ويلسون إدغار بيريرا أليغرا
ويلسون إدغار بيريرا أليغرا (بالبرتغالية: Wilson Edgar Pereira Alegre‏) (22 يوليو 1984 بهوامبو في أنغولا - ) هو لاعب كرة قدم أنغولي في مركز حراسة المرمى، شارك في كأس الأمم الأفريقية 2010 وكأس الأمم الأفريقية 2012. وشارك مع منتخب أنغولا لكرة القدم. أما مع النوادي، فقد لعب مع إنتر كلوب وبترو إتليتيكو ونادي بريميرو دي أغوستو وS.L. Benfica (Luanda) ‏ وProgresso da Lunda Sul ‏ ونادي كايالا الترفيهي وأكاديمية دو لوبيتو وإمورتال دسبورتيفو ‏ وC.D. Portosantense ‏ ونادي تشافيس.

## وصلات خارجية
- ويلسون إدغار بيريرا أليغرا على موقع قاعدة بيانات كرة القدم.إي يو (الإنجليزية)
- ويلسون إدغار بيريرا أليغرا على موقع ناشيونال فوتبول تيمز (الإنجليزية)
- ويلسون إدغار بيريرا أليغرا على موقع عالم كرة القدم.نت (الإنجليزية)